# Уолш, Джеймс Морроу
Дже́ймс Мо́рроу Уо́лш (нем. James Morrow Walsh, 22 мая 1840, Прескотт — 25 июля 1905, Броквилл) — офицер канадской
Северо-Западной конной полиции, политический деятель, предприниматель, первый комиссар
Юкона.

## Ранние годы
Джеймс Морроу Уолш родился в большой семье. Его мать звали Маргарет Морроу. Его отец, Льюис Уолш, был судовым плотником. Уолш был хорошим атлетом, но бедным студентом. Несмотря на это в 1862 году он с отличием окончил Военную школу в Кингстоне. Его инструктором по стрельбе был Джордж Френч, ставший впоследствии первым комиссаром Северо-Западной конной полиции.

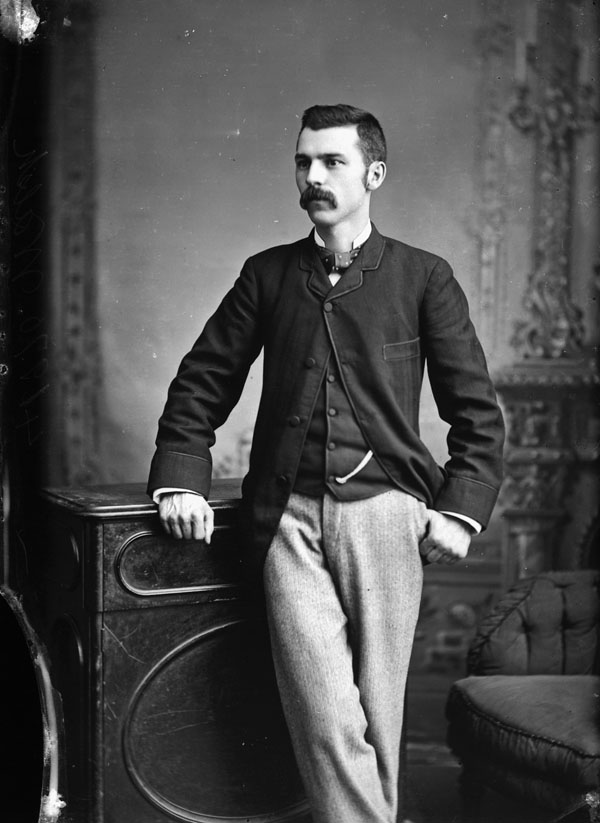
Уолш в 1889 году.

Во время фенианских набегов Уолш служил лейтенантом 56 полка гренвилловского полка, впоследствии получив чин капитана. В 1868 году он получил сертификат первого уровня Кавалерийской школы Кингстона и продолжил обучение в полицейской стрелковой школе в Торонто. Он Уолш должен был присоединится к экспедиции Уолсели на Ред-Ривер, однако 19 апреля 1870 года женился на Мэри Элизабет Моат из Бруквилла. Чтобы поддержать жену он стал управляющим Северо-американским отелем в Прескотте, а в свободное время организовал местную милицию. Со временем у Джеймса и Мэри родилась дочь Кора.

## Северо-Западная конная полиция
Благодаря своим связям, Уолш стал одним из первых, кто присоединился к Северо-Западной конной полиции в сентябре 1873 года. Его работа с новобранцами и мастерство наездника впечатлили начальство и Уолш получил чин инспектора в 1874 году. Во время марша на запад в июле того же года Уолш находился в отряде D, позже в том же году его перевели в отряд B, где он прослужил следующие 10 лет.

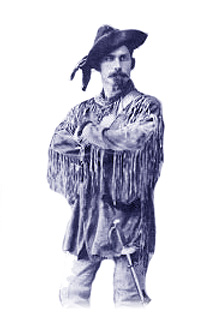
Уолш в наряде индейцев

Под командованием Уолша отряд Северо-Западной конной полиции воздвиг в 1875 году на юге Саскачевана форт, ставший западной штаб-квартирой полиции в 1878 году. Во время кампании американской армии против индейцев сиу в 1876 Джеймс Морроу Уолш заключил соглашение о помощи с Сидящим Быком, впоследствии они стали хорошими друзьями.
Уолш своим вольнодумством и популярностью среди населения вызывал недовольство среди командного состава полиции. После ряда перестановок и проблем, связанных с индейцами лакота, он покинул в 1883 году полицию и вернулся в Бруквилл.

## Предпринимательская деятельность
Позднее Уолш обосновался в Манитобе. Уолш вместе с двумя партнерами основал угольную компанию Dominion Coal, Coke and Transportation Company со штаб квартирой в Брэндоне, Манитоба. Его дела шли успешно во многом потому что основным клиентом компании являлась канадская тихоокеанская железная дорога.
В это же время Уолш заводит дружбу с Клиффордом Сифтоном, позднее ставшим министром внутренних дел в правительстве Лорье. Вскоре после того как Уильфрид Лорье стал премьер-министром Канады, Джеймс Уолш написал ему большой меморандум, объясняющий необходимость сокращения Северо-Западной конной полиции.

## Комиссар Юкона
16 августа 1897 года в составе Северо-Западных территорий был образован округ Юкон. Клондайкская золотая лихорадка является основным объектом внимания Северо-Западной конной полиции. В результате меморандума и связей в правительстве Уолш становится первым комиссаром Юкона, его восстанавливают в полиции и назначают суперинтендантом. Уолш подчиняется непосредственно Сифтону, минуя штаб-квартиру полиции.. После того как 13 июня 1898 года была образована независимая единица Территория Юкон в составе Доминиона Канада, Уолш оставался на своем посту около месяца. Пытаясь организовать эффективное правительство и работая напрямую с Оттавой он столкнулся с политическими противоречиями и был вынужден подать в отставку.

## Увековечение памяти
В честь Джеймса Морроу Уолша назван форт в провинции Саскачеван и горы в Северной Америке на территории Юкон.